# Shinshūkyō
Shinshūkyō (新宗教?) es un término utilizado en Japón para describir los nuevos movimientos religiosos. También son conocidos como Shinkō shūkyō (新興宗教?) en japonés. Los teólogos japoneses clasifican todas las religiones fundadas a partir de mediados del siglo XIX como Shinshūkyō. Este término incluye un gran número de organizaciones.

## Principales movimientos
| Organización                                 | Fundador                                                  | Fundado     | 1954      | 1974       | 1990                         |
| Primer período                               |                                                           |             |           |            |                              |
| Nyorai-kyō                                   | Isson-nyorai Kino (1756-1826)                             | 1802        | 75,480    | 33,674     | 27,131                       |
| Kurozumi-kyō                                 | Kurozumi Munetada (1780-1850)                             | 1814        | 715,650   | 407,558    | 295,225                      |
| Tenri-kyō                                    | Nakayama Miki (1798-1887)                                 | 1838        | 1,912,208 | 2,298,420  | 1,839,009                    |
| Honmon Butsuryū-shū                          | Nagamatsu Nissen (1817-1890)                              | 1857        | 339,800   | 515,911    | 526,337                      |
| Konko-kyō                                    | Konkō Daijin (1814-1883)                                  | 1859        | 646,206   | 500,868    | 442,584                      |
| Maruyama-kyō                                 | Itō Rokurōbei (1829-1894)                                 | 1870        | 92,011    | 3,200      | 10,725                       |
| Segundo período                              |                                                           |             |           |            |                              |
| Ōmoto-kyō                                    | Deguchi Nao (1837-1918) Deguchi Onisaburō (1871-1948)     | 1899        | 73,604    | 153,397    | 172,460                      |
| Nakayama-Shingoshō-shū                       | Kihara Matsutarō (1870-1942)                              | 1912        | 282,650   | 467,910    | 382,040                      |
| Honmichi                                     | Ōnishi Aijirō (1881-1958)                                 | 1913        | 225,386   | 288,700    | 316,825                      |
| Tercer período                               |                                                           |             |           |            |                              |
| En'nō-kyō                                    | Fukada Chiyoko (1887-1925                                 | 1919        | 71,654    | 266,782    | 419,452                      |
| Nenpō-shinkyō                                | Ogura Reigen (1886-1982)                                  | 1925        | 153,846   | 751,214    | 807,486                      |
| Reiyū-kai                                    | Kubo Kakutarō (1892-1944)                                 | 1924        | 2,284,172 | 2,477,907  | 3,202,172                    |
| Perfect Liberty Kyōdan                       | Miki Tokuharu (1871-1938) Miki Tokuchika (1900-1983)      | (1925) 1946 | 500,950   | 2,520,430  | 1,259,064                    |
| Seichō-no-Ie                                 | Taniguchi Masaharu (1893-1985)                            | 1930        | 1,461,604 | 2,375,705  | 838,496                      |
| Sōka Gakkai                                  | Makiguchi Tsunesaburō (1871-1944) Toda Jōsei (1900-1956)  | 1930        | 341,146   | 16,111,375 | 17,736,757                   |
| Sekai Kyūsei-kyō                             | Okada Mokichi (1882-1955)                                 | 1935        | 373,173   | 661,263    | 835,756                      |
| Shin'nyoen                                   | Itō Shinjō (1906-1956)                                    | 1936        | 155,500   | 296,514    | 679,414                      |
| Kōdō Kyōdan                                  | Okano Shōdō (1900-1978)                                   | 1936        | 172,671   | 417,638    | 400,720                      |
| Risshō Kōsei-kai                             | Naganuma Myōkō (1889-1957) Niwano Nikkyō (1906-1999)      | 1938        | 1,041,124 | 4,562,304  | 6,348,120                    |
| Bussho Gonenkai Kyōdan                       | Sekiguchi Kaichi (1897-1961) Sekiguchi Tomino (1905-1990) | 1950        | 352,170   | 1,210,227  | 2,196,813                    |
| Tenshō Kōtai Jingū-kyō                       | Kitamura Sayo 1900-1967)                                  | 1945        | 89,374    | 386,062    | 439,011                      |
| Zenrin-kyō                                   | Rikihisa Tatsusai (1906-1977)                             | 1947        | 404,157   | 483,239    | 513,321                      |
| Myōchikai Kyōdan                             | Miyamoto Mitsu (1900-1984)                                | 1950        | 515,122   | 673,913    | 962,611                      |
| Cuarto período (posguerra, Shin-shin-shūkyō) |                                                           |             |           |            |                              |
| Ōyama Nezunomikoto Shinji Kyōkai             | Inaii Sadao (1906-1988)                                   | 1948        |           | 59,493     | 826,022                      |
| Byakkō Shinkō-kai                            | Goi Masahisa (1916-1980)                                  | 1951        |           |            | 500,000                      |
| Agon-shū                                     | Kiriyama Seiyū (1921-)                                    | 1954        |           | 500        | 206,606                      |
| Reiha-no-Hikari Kyōkai                       | Hase Yoshio (1915-1984)                                   | 1954        |           |            | 761,175                      |
| Jōdoshinshū Shinran-kai                      | Takamori Kentetsu (1934-)                                 | 1958        |           |            | 100,000                      |
| Sekai Mahikari Bunmei Kyōdan                 | Okada Kōtama (1901-1974)                                  | 1959        |           |            | 97,838                       |
| Sūkyō Mahikari                               |                                                           | 1978        |           |            | 501,328                      |
| Honbushin                                    | Ōnishi Tama (1916-1969)                                   | 1961        |           |            | 900,000                      |
| God Light Association Sōgō Honbu             | Takahashi Shinji (1927-1976)                              | 1969        |           |            | 12,981                       |
| Shinji Shūmei-kai                            | Koyama Mihoko (1910-)                                     | 1970        |           |            | 1988: 440,000                |
| Nihon Seidō Kyōdan                           | Iwasaki Shōkō (1934-)                                     | 1974        |           |            | 69,450                       |
| Extra-Sensory-Perception Kagaku Kenkyūjo     | Ishii Katao (1918-)                                       | 1975        |           |            | 16,000                       |
| Ho-no-Hana Sanpōgyō                          | Fukunaga Hōgen (1945-)                                    | 1980        |           |            | 70,000                       |
| Yamato-no-Miya                               | Ajiki Tenkei (1952-)                                      | 1981        |           |            | 5,000                        |
| Ōmu Shinri-kyō                               | Asahara Shōkō (1955-)                                     | 1984        |           |            |                              |
| Worldmate                                    | Fukami Seizan (1951-)                                     | 1986        |           |            | 30,000                       |
| Happy Science                                | Ōkawa Ryūhō (1956-)                                       | 1986        |           |            | 1989: 13,300 1991: 1,527,278 |